# Camille Abily
Camille Anne Françoise Abily (Rennes, 5 dicembre 1984) è un'allenatrice di calcio ed ex calciatrice francese, di ruolo centrocampista, assistente tecnico di Sonia Bompastor al Chelsea femminile.

## Carriera

### Giocatrice

#### Club
Camille Abily si appassiona al gioco del calcio fin da giovanissima, decidendo nel 1990, all'età di 6 anni, di tesserarsi con il Jeanne d'Arc Bruz, continuando nel FC Bruz, club istituito nel 1994 dalla fusione del Jeanne D'Arc e dell'Union Sportive Bruz, fino all'estate 1999 quando si trasferisce al Le Rheu, società entrambe situate a qualche chilometro da Rennes.
Dopo una stagione lascia il Le Rheu per lo Stade Briochin con il quale debutta in Division 1 Féminine, massimo livello del campionato nazionale, il 17 settembre 2000, nell'incontro con il La Roche-sur-Yon dove segna anche la sua prima rete in campionato. Con la squadra di Saint-Brieuc rimane solo una stagione, terminata al nono posto in classifica con conseguente ultimo posto utile per la salvezza, congedandosi con un tabellino personale di 4 reti siglate su 20 presenze in D1.
Durante il calciomercato estivo 2001 decide di trasferirsi al La Roche vicecampione di Francia. Anche qui rimane una sola stagione, contribuendo a una agevole salvezza grazie al settimo posto in D1 grazie anche alle 3 reti su 21 incontri disputati.
Nell'estate 2002 viene accettata dal Centre national de formation et d'entraînement de Clairefontaine (CNFE), il centro gestito dalla federazione calcistica della Francia che le dà l'opportunità di approfondire la sua preparazione tecnica. In quel periodo il centro selezionava una rosa di sue iscritte in una squadra impegnata nel campionato di Division 1 e al termine della stagione Abily condivide con le compagne del CNFE il quinto posto campionato, congedandosi con un tabellino personale di 5 reti siglate su 17 presenze.
Abily si trasferisce al Montpellier dalla stagione 2003-2004, società con la quale inizia ad ottenere i primi importanti risultati sportivi. Già al suo primo anno conquista il primo titolo di Campione di Francia, trofeo che bissa la stagione successiva affiancandolo al Challenge de France féminin 2005-2006, e grazie a questi risultati ha l'occasione per debuttare in un torneo UEFA per club, l'allora UEFA Women's Cup. La prima esperienza europea si ferma alla seconda fase a gironi dell'edizione 2004-2005, chiudendo a zero punti e all'ultimo posto nel girone 3, mentre alla seconda la squadra, rivelatasi più competitiva, riesce ad accedere alle semifinali, vittoriose all'andata per 1-0 ma eliminate dalle tedesche del 1.FFC Francoforte solo per la regola dei gol in trasferta grazie al ritorno vinto per 3-2.
Esauriti i termini contrattuali, durante il calciomercato estivo 2006 trova un accordo con l'Olympique Lione per la stagione entrante, club con il quale si laurea campionessa di Francia fin dal primo campionato, ripetendosi in Division 1 Féminine 2007-2008 e conquista la Coppa di Francia 2008 battendo in finale il Paris Saint-Germain 3-0. Grazie alle sue prestazioni nell'OL nel 2007 viene premiata anche come migliore giocatrice della D1 della stagione appena conclusa. Come con la precedente squadra riesce a raggiungere le semifinali della UEFA Women's Cup 2007-2008 ripetendo le modalità dell'eliminazione patita con il Montpellier dovuto al risultato casalingo di 1-1 all'andata e dello 0-0 al ritorno con le svedesi dell'Umeå IK.
Abily rimane con l'Olympique Lione fino al febbraio 2009, quando decide di cogliere, non senza amarezze, l'occasione offertale dal Los Angeles Sol per trasferirsi negli Stati Uniti d'America e giocare in Women's Professional Soccer (WPS), campionato professionistico appena istituito. Debutta il 29 marzo di quell'anno, siglando ancora una volta una rete alla sua prima apparizione in una nuova squadra, quella che all'87º fissa sul definitivo 2-0 il risultato sulle avversarie del Washington Freedom. Abily, chiamata in Francia per la preparazione al campionato europeo di Finlandia 2009, è costretta a saltare la finale del campionato, persa dalla sua squadra per 1-0 contro lo Sky Blue.

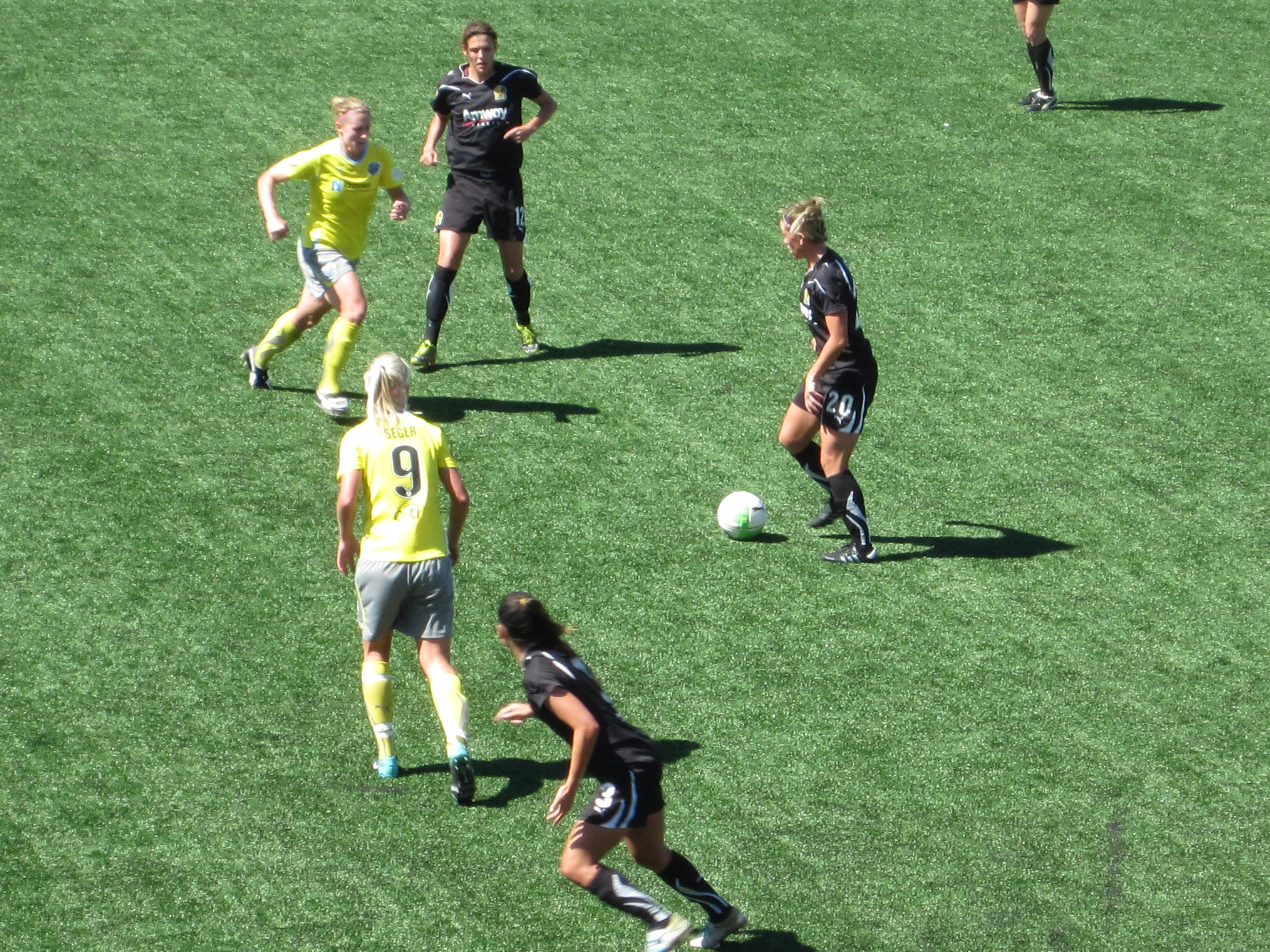
Camille Abily (20), palla al piede, con la maglia del FC Gold Pride durante la stagione 2010 di Women's Professional Soccer.

Grazie al periodo di sospensione delle attività in WPS, il 2 ottobre 2009 il Paris Saint-Germain annuncia di aver trovato un accordo con il Los Angeles Sol per la cessione, con la formula del prestito fino all'inizio del campionato statunitense, di Camille Abily per giocare la prima parte della stagione di Division 1 Féminine 2009-2010, dove ritrova l'amica e compagna dei tempi dell'Olympique Lione Sonia Bompastor. Nel frattempo, il 9 gennaio 2010, l'FC Gold Pride annuncia di aver formalizzato il suo trasferimento dal Los Angeles Sol e dove dal marzo di quell'anno si unisce alla sua nuova squadra scaduti i termini del contratto con il PSG.
Schierata nel nuovo ruolo di difensore centrale, Abily nei 18 incontri disputati è autrice di sei assist decisivi e una personale rete e, contrariamente a quanto accaduto l'anno precedente, gioca la finale del 26 settembre 2010 con cui al Pioneer Stadium di Hayward, California, l'FC Gold Pride si impone per 4-0 sulle avversarie del Philadelphia Independence.
A campionato finito decide di lasciare definitivamente gli Stati Uniti per fare ritorno in Francia; già il 28 agosto, prima della conclusione ufficiale della stagione 2010 della Women's Professional Soccer, il presidente dell'Olympique Lione Jean-Michel Aulas annuncia il suo ritorno nella squadra, trasferimento confermato ufficialmente dal Gold Pride il giorno successivo alla finale di campionato.

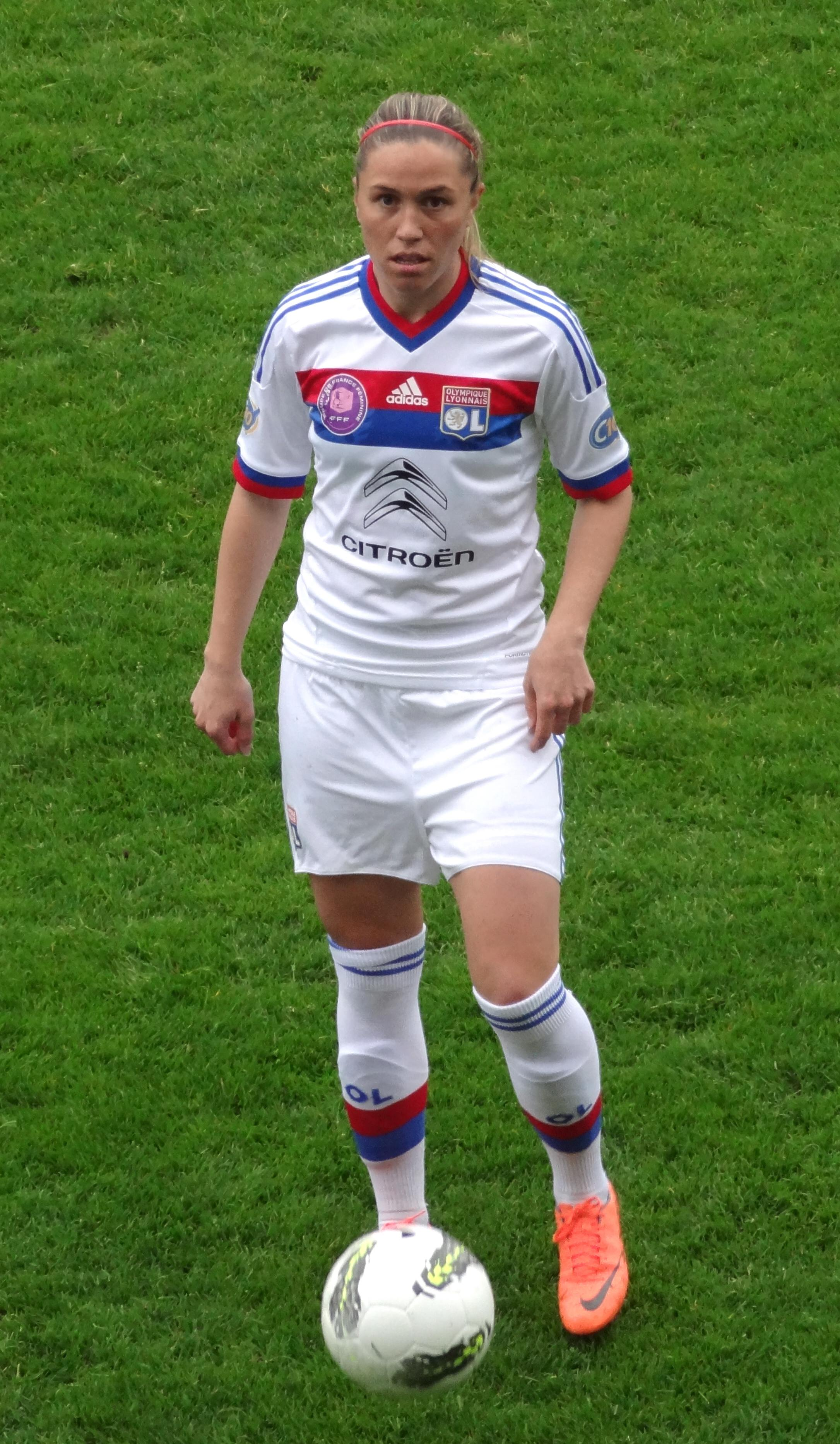
Abily con la maglia dell'Olympique Lione nell'aprile 2012.

La decisione di tornare alla società di Lione si rivela azzeccata; Abily, che fa la sua comparsa sui campi da gioco con la maglia dell'OL dall'ottobre 2010, riesce a conquistare il suo terzo titolo di campionessa di Francia al termine della stagione 2010-2011 e per la prima volta, sia per lei che per la società, la UEFA Women's Champions League, vincendo per 2-0 la finale dell'edizione 2010-2011 sulle tedesche del Turbine Potsdam e venendo in quell'occasione eletta migliore atleta in campo della partita.
La stagione 2011-2012 resterà la più significativa nella sua carriera, coronata da un treble misto ed inedito nel campionato francese femminile: campionato, coppa e Champions League. Il primo titolo conquistato è la Coppa di Francia, dove in finale supera il Montpellier 2-1. Segue la seconda vittoria di UWCL, dove nella finale dell'edizione 2011-2012 vinta sulle tedesche del 1. FFC Francoforte sigla anche la rete del definitivo 2-0 con un pallonetto da 25 metri accortasi che il portiere avversario era eccessivamente avanzato rispetto alla porta, bissando il riconoscimento dell'edizione precedente di migliore giocatrice della finale per la seconda volta. Al termine del torneo grazie alle 9 reti siglate, condivide inoltre il titolo di capocannoniere con la compagna di squadra Eugénie Le Sommer. A finire termina il combattuto campionato di D1 al primo posto, assicurato dopo aver battuto le contendenti del FCF Juvisy per 3-0 alla penultima partita della stagione.
Durante la stagione 2012-2013, dopo aver realizzato una tripletta alla quarta giornata di campionato, nell'incontro dove l'OL si impone con un netto 13-0 sul Vendenheim, Abily diventa la terza giocatrice nella storia della squadra a superare, dopo la connazionale Sandrine Brétigny e la svedese Lotta Schelin, le 100 reti realizzate complessivamente tra le competizioni nazionali e internazionali. Al termine del campionato condivide con le compagne il double tra D1 e Coppa di Francia, risultato ottenuto nuovamente nelle due successive stagioni, diventando al termine della 2014-2015, grazie ai dieci campionati e alle otto Coppe di Francia, la giocatrice più titolata nelle competizioni nazionali.
La superiorità dell'Olympique Lione è confermata anche al termine della stagione 2015-2016 con un nuovo treble misto, con la vittoria in Division 1, in Coppa di Francia, grazie alla vittoria per 2-1 in finale sul Montpellier, e in Champions League, dove al termine della stagione 2015-2016 il 26 maggio 2016, al Mapei Stadium - Città del Tricolore di Reggio nell'Emilia, riescono a superare solo ai tiri di rigore le tedesche del Wolfsburg dopo che i tempi regolamentari si erano chiusi con una rete per parte.
Al termine della stagione 2017-2018 ha annunciato il suo ritiro dal calcio giocato.

#### Nazionale
Abily viene convocata dalla Federazione calcistica della Francia (FFF) per indossare la maglia della nazionale Under-18, formazione che partecipava alle fasi di qualificazione all'edizione 2001 del campionato europeo di categoria, l'ultima riservata a squadre femminili le cui atlete non dovevano superare i 18 anni d'età (dall'anno successivo il tetto massimo venne portato a 19 anni). Dopo il debutto assoluto del 20 marzo 2001, nella amichevole vinta 3-0 sulle pari età della Svizzera, Abily scende in campo per la prima volta nel torneo UEFA il successivo 9 aprile, nella partita pareggiata fuori casa per 3-3 con le avversarie della Spagna e valida per il terzo turno di qualificazione.
Quello stesso anno Abily viene inserita dalla selezionatrice Élisabeth Loisel nella rosa della nazionale maggiore che il 26 settembre ha in programma un'amichevole con la nazionale olandese allo Sportpark Bentincksdijk di Hoogeveen, incontro nel quale la Francia si impone sulle avversarie per 3-1. Partita in quell'occasione come riserva, Abily fa il suo breve debutto sostituendo al 90' Elodie Woock.
L'anno successivo Bruno Bini, al quale era affidata la formazione Under-19 iscritta all'Europeo di Svezia 2002, la inserisce in rosa per la fase finale. Abily viene impiegata come titolare in tutti i cinque incontri giocati dalla Francia, arrivando alla finale del 12 maggio 2002 dove, allo stadio Olympia di Helsingborg, viene superata dalla Germania per 3-1 che conquista così il suo terzo titolo.
Dopo la parentesi del 2001 con la nazionale maggiore, dove scende in campo per 3 minuti anche nella partita del 28 ottobre, 2-0 sull'Ucraina, valida per le qualificazioni al campionato mondiale degli Stati Uniti 2003, deve attendere tre anni per scendere nuovamente in campo con la maglia della nazionale maggiore. Loisel la impiega il 3 ottobre 2004, nell'incontro valido per le qualificazioni all'Europeo di Inghilterra 2005, dove la Francia si impone 5-1 in casa della Polonia.

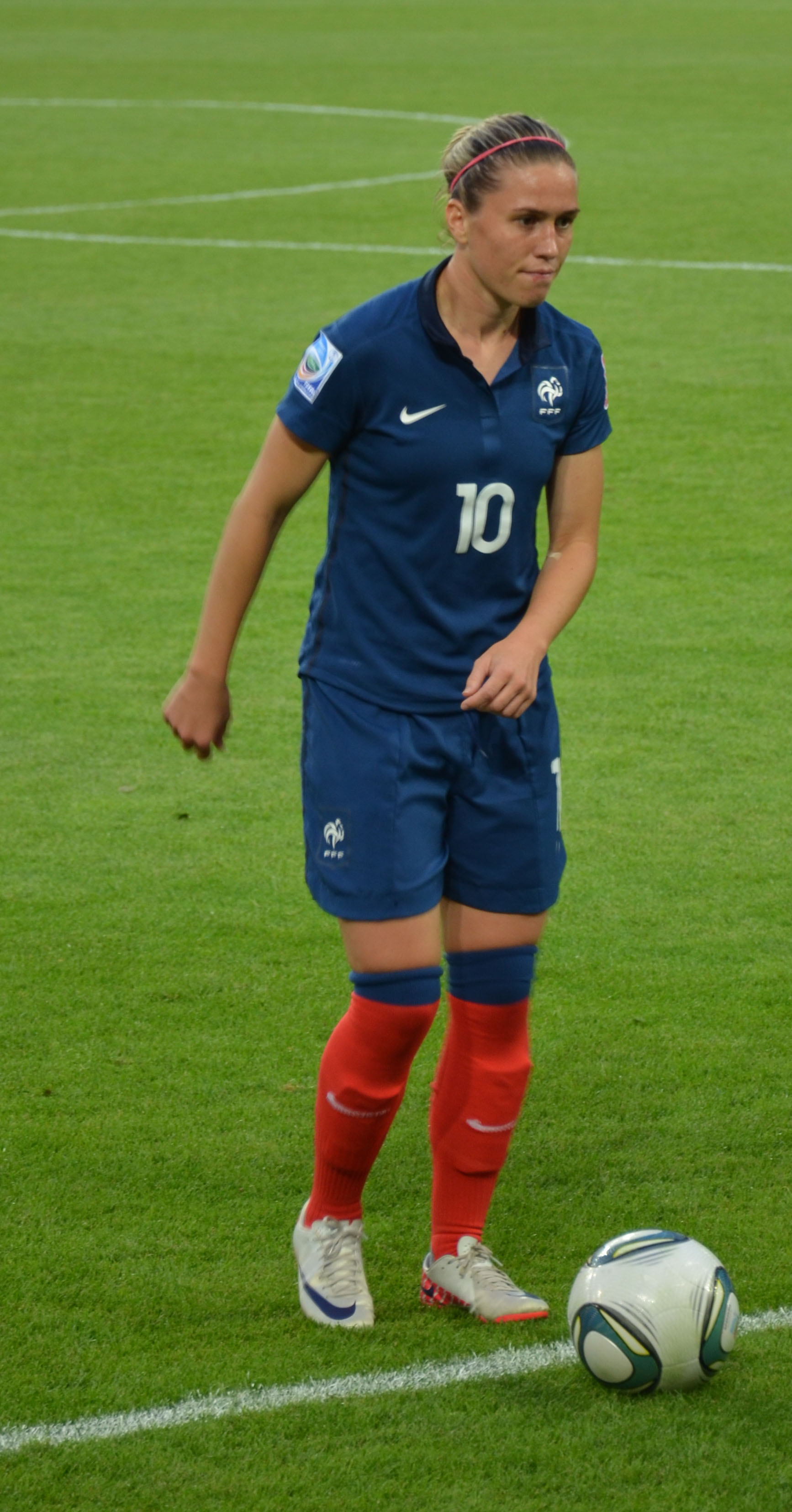
Abily durante Francia-Germania del 5 luglio al Mondiale di Germania 2011.

Dal 2005 viene convocata con regolarità, inserita nella rosa delle giocatrici che partecipano all'Algarve Cup 2005 che vede la Francia conquistare il terzo posto superando per 3-2 la Svezia. Loisel la chiama anche per la fase finale di Inghilterra 2005, giocando due dei tre incontri disputati nel gruppo B prima dell'eliminazione.
Con Loisel alla guida tecnica della nazionale, oltre ad una serie di amichevoli, gioca tutte le quattro partite di Algarve Cup 2006, quarto posto, e quattro incontri validi per le qualificazioni al Mondiale di Cina 2007 prima del suo avvicendamento con Bruno Bini avvenuto all'inizio del 2007 causa il mancato accesso al mondiale. Bini conferma la fiducia ad Abily inserendola in rosa per l'Algarve Cup 2007, ancora quarto posto per la Francia, e negli anni successivi fino al 2013, quando viene sostituito da Philippe Bergerôo.
Bini la impiega regolarmente nelle qualificazioni e fasi finali degli europei di Finlandia 2009 e Svezia 2013, in entrambe le edizioni eliminate ai quarti di finale, e del mondiale di Germania 2011, il secondo disputato dalle Blues, dove ottiene il miglior risultato ottenuto dalla nazionale femminile francese, il quarto posto, battute dalla Svezia 2-1 alla Rhein-Neckar-Arena di Sinsheim. Nell'europeo di Finlandia 2009 Abily risulta la migliore marcatrice delle Blues segnando il rigore con cui al 18' riporta sulla parità l'incontro con l'Islanda, partita poi terminata 3-1 per le francesi, e la rete con la quale al 16' fissa sull'1-1 l'incontro con la Norvegia, fondamentale per il passaggio del turno. Gioca tutte le quattro partite disputate anche nel successivo europeo di Svezia 2013 non riuscendo in questa occasione ad andare a rete. Bini la impiega in tutti i sei incontri del mondiale di Germania 2011, dove Abily segna al 66' la terza delle quattro reti con cui la Francia supera 4-0 il Canada e sbaglia il primo dei rigori dei quarti di finale con l'Inghilterra senza che comunque questa comprometta poi il passaggio al turno successivo.
Con Bini in panchina la Francia sceglie di partecipare alla Cyprus Cup; Abily, impegnata nella sua nuova avventura statunitense, non viene chiamata per l'edizione edizione 2009, mentre è inserita in rosa per quella del 2011, dove con due reti è la seconda migliore marcatrice delle Blues dietro Marie-Laure Delie, quattro reti e titolo di capocannoniere, ma è nell'edizione 2012 che con la maglia della sua nazionale conquista il primo titolo internazionale, superando in finale le avversarie del Canada per 2-0.
Bini la seleziona anche per rappresentare la Francia al torneo di calcio femminile delle Olimpiadi di Londra 2012, prima volta assoluta per la federazione francese, dove, superata in semifinale dal Giappone, disputa la finale per il terzo posto con il Canada che riscattano il risultato in Cyprus Cup vincendo l'incontro 1-0. In quell'occasione Abily gioca tutti i sei incontri disputati dalla sua nazionale senza marcare alcuna rete.
Come i suoi predecessori, Bergeroo convoca regolarmente Abily, inserendola in rosa per le qualificazioni, dove impiegata in otto occasioni contribuisce con quattro reti al primo posto in classifica, con dieci vittorie su dieci incontri, del gruppo 7, e la fase finale del Mondiale di Canada 2015. Gioca tutte le cinque partite disputate dalla Francia al mondiale fino all'eliminazione ai quarti di finale, superata dalla Germania ai rigori dopo che i tempi supplementari erano terminati sull'1-1; in quell'occasione Abily, seconda rigorista per le Blues, riesce a battere Nadine Angerer.
Nel frattempo Bergeroo la inserisce in rosa per l'edizione 2014 della Cyprus Cup, torneo che porta a due i trofei conquistati dalla Francia e da Abily con la nazionale del suo paese. Nel torneo scende in campo in tutti i quattro incontri giocati dalle Blues, i tre che la portano al primo posto dell'iniziale fase a gironi e la finale dove il 12 marzo 2014 le avversarie dell'Inghilterra vengono battute 2-0 con reti di Gaëtane Thiney al 6º e della stessa Abily al 18º.
Anche per l'edizione 2015 dell'Algarve Cup, dove gioca tutte le quattro partite disputate, le prime tre che la portano al primo posto del gruppo C e la finale persa 2-0 con gli Stati Uniti. In quell'occasione il 6 marzo 2015 Abily sigla al 6º la rete del parziale 2-0 sulla Danimarca, incontro poi terminato 4-1 per le francesi.
Nel 2016 la Francia viene chiamata a partecipare alla prima edizione della SheBelieves Cup, torneo a invito che si svolge negli Stati Uniti d'America. Bergeroo inserisce Abily in rosa, impiegandola in tutte le tre partite del torneo che si conclude con il quarto posto per la selezione francese.
Avendone accesso grazie ai risultati di Canada 2015, il tecnico francese la seleziona anche per il torneo di calcio femminile delle Olimpiadi di Rio 2016. La nazionale francese, supera la fase a gironi ma viene eliminata dal Canada ai quarti di finale. Abily scende in campo in tutte le quattro partite disputate e il 3 agosto 2016, all'Arena Corinthians di San Paolo, sigla al 42º la rete del parziale 3-0 sulla Colombia, incontro poi terminato 4-0.
Il nuovo commissario tecnico Olivier Echouafni, che rileva Bergerôo dal settembre 2016, continua ad avvalersi della sua esperienza impiegandola in diversi incontri amichevoli di preparazione all'Europeo dei Paesi Bassi 2017 e all'edizione 2017 della SheBelieves Cup, torneo che riesce a vincere alla sua seconda partecipazione. Durante il torneo Abily segna due reti, migliore marcatrice assoluta dell'edizione, nella partita dove la Francia supera gli Stati Uniti per 3-0. Echouafni la inserisce anche nella rosa definitiva della squadra annunciata il 30 maggio 2017, dopve scende in campo in tutti i quattro incontri disputati dalla sua nazionale, i tre della fase a gironi dove nel gruppo C si qualifica classificandosi al secondo posto dietro all'Austria e l'ultimo, il 30 luglio 2017, nei quarti di finale dove viene eliminata dall'Inghilterra. Con il nuovo cambio di panchina della nazionale, affidata a Corinne Diacre, al febbraio 2018 non risulta ancora alcuna presenza con la maglia delle Bleues.

## Statistiche

### Presenze e reti nei club
Statistiche aggiornate al 29 luglio 2018.
| Stagione               | Squadra                | Campionato             | Campionato | Campionato | Coppe nazionali | Coppe nazionali | Coppe nazionali | Coppe continentali | Coppe continentali | Coppe continentali | Altre coppe | Altre coppe | Altre coppe | Totale | Totale |
| Stagione               | Squadra                | Comp                   | Pres       | Reti       | Comp            | Pres            | Reti            | Comp               | Pres               | Reti               | Comp        | Pres        | Reti        | Pres   | Reti   |
| ---------------------- | ---------------------- | ---------------------- | ---------- | ---------- | --------------- | --------------- | --------------- | ------------------ | ------------------ | ------------------ | ----------- | ----------- | ----------- | ------ | ------ |
| 2000-2001              | Stade briochin         | N1A                    | 20         | 4          | -               | -               | -               | -                  | -                  | -                  | -           | -           | -           | 20     | 4      |
| 2001-2002              | La Roche-sur-Yon       | N1A                    | 21         | 3          | CF              | 0               | 0               | -                  | -                  | -                  | -           | -           | -           | 21     | 3      |
| 2002-2003              | CNFE Clairefontaine    | D1                     | 17         | 5          | -               | -               | -               | -                  | -                  | -                  | -           | -           | -           | 17     | 5      |
| 2003-2004              | Montpellier            | D1                     | 22+3       | 4+0        | CF              | 0               | 0               | -                  | -                  | -                  | -           | -           | -           | 25     | 4      |
| 2004-2005              | Montpellier            | D1                     | 22         | 9          | CF              | 3               | 1               | UWC                | 5                  | 0                  | -           | -           | -           | 30     | 10     |
| 2005-2006              | Montpellier            | D1                     | 21         | 4          | CF              | 5               | 3               | UWC                | 9                  | 0                  | -           | -           | -           | 31     | 4      |
| Totale Montpellier     | Totale Montpellier     | Totale Montpellier     | 68         | 17         |                 | 8               | 4               |                    | 14                 | 0                  |             | -           | -           | 90     | 21     |
| 2006-2007              | Olympique Lione        | D1                     | 22         | 17         | CF              | 4               | 3               | -                  | -                  | -                  | -           | -           | -           | 26     | 20     |
| 2007-2008              | Olympique Lione        | D1                     | 21         | 8          | CF              | 4               | 1               | UWC                | 9                  | 5                  | -           | -           | -           | 34     | 14     |
| 2008-2009              | Olympique Lione        | D1                     | 13         | 9          | CF              | 0               | 0               | UWC                | 5                  | 5                  | -           | -           | -           | 18     | 14     |
| Totale Olympique Lione | Totale Olympique Lione | Totale Olympique Lione | 56         | 34         |                 | 8               | 4               |                    | 14                 | 10                 |             | -           | -           | 78     | 48     |
| 2009                   | Los Angeles Sol        | WPS                    | 18         | 8          | -               | -               | -               | -                  | -                  | -                  | -           | -           | -           | 18     | 8      |
| 2009-2010              | Paris Saint-Germain    | D1                     | 13         | 12         | CF              | 0               | 0               | -                  | -                  | -                  | -           | -           | -           | 13     | 12     |
| 2010                   | FC Gold Pride          | WPS                    | 17+1       | 1+0        | -               | -               | -               | -                  | -                  | -                  | -           | -           | -           | 18     | 1      |
| 2010-2011              | Olympique Lione        | D1                     | 19         | 12         | CF              | 3               | 0               | UWCL               | 7                  | 1                  | -           | -           | -           | 29     | 13     |
| 2011-2012              | Olympique Lione        | D1                     | 22         | 15         | CF              | 5               | 3               | UWCL               | 8                  | 9                  | -           | -           | -           | 35     | 27     |
| 2012-2013              | Olympique Lione        | D1                     | 21         | 20         | CF              | 5               | 6               | UWCL               | 9                  | 5                  | CM          | 2           | 0           | 37     | 31     |
| 2013-2014              | Olympique Lione        | D1                     | 19         | 13         | CF              | 3               | 1               | UWCL               | 2                  | 1                  | -           | -           | -           | 24     | 15     |
| 2014-2015              | Olympique Lione        | D1                     | 19         | 12         | CF              | 6               | 5               | UWCL               | 2                  | 3                  | -           | -           | -           | 27     | 20     |
| 2015-2016              | Olympique Lione        | D1                     | 19         | 10         | CF              | 4               | 3               | UWCL               | 8                  | 3                  | -           | -           | -           | 31     | 16     |
| 2016-2017              | Olympique Lione        | D1                     | 19         | 10         | CF              | 2               | 0               | UWCL               | 9                  | 5                  | -           | -           | -           | 30     | 15     |
| 2017-2018              | Olympique Lione        | D1                     | 21         | 9          | CF              | 4               | 4               | UWCL               | 8                  | 6                  | -           | -           | -           | 33     | 19     |
| Totale Olympique Lione | Totale Olympique Lione | Totale Olympique Lione | 159        | 101        |                 | 35              | 25              |                    | 51                 | 33                 |             | 2           | 0           | 247    | 159    |
| Totale carriera        | Totale carriera        | Totale carriera        | 390        | 185        |                 | 51              | 33              |                    | 79                 | 43                 |             | 2           | 0           | 522    | 261    |

## Palmarès

### Club

#### Competizioni nazionali
- Campionato francese: 13

Montpellier: 2003-2004, 2004-2005
Olympique Lione: 2006-2007, 2007-2008, 2008-2009, 2010-2011, 2011-2012, 2012-2013, 2013-2014, 2014-2015, 2015-2016, 2016-2017, 2017-2018
- Coppa di Francia: 10

Montpellier: 2005-2006
Olympique Lione: 2007-2008, 2011-2012, 2012-2013, 2013-2014, 2014-2015, 2015-2016, 2016-2017
Paris Saint-Germain: 2009-2010
- Women's Professional Soccer: 1

FC Gold Pride: 2010

#### Competizioni internazionali
- UEFA Women's Champions League: 5

Olympique Lione: 2010-2011, 2011-2012, 2015-2016, 2016-2017, 2017-2018

### Nazionale
- Cyprus Cup: 2

2012, 2014
- SheBelieves Cup: 1

2017

### Individuali
- Trophées UNFP du football: 2

Division 1 Féminine: 2006, 2007
- Capocannoniere della UEFA Women's Champions League

2011-2012 (9 reti, a pari merito con Eugénie Le Sommer)